# Панцир-С1
Панцир-С1 на камиону конфигурације 8x8 КАМАЗ-6560 ТЛАР Панцир-С1 (рус. Панцирь-С1, НАТО ознака SA-22 Greyhound) је руски ракетни ПВО систем са ракетама земља-ваздух комбинованог кратког и средњег домета. Систем се темељи на СА-19/СА-Н-11 и представља најновију технологију против-ваздушне одбране.
Године 1993. војска Руске федерације увела је у наоружање самоходни против-ваздушни систем Панцир-С1, у суштини унапређена и контејнерску варијанту система Тунгуска.
Панцир је мешовити (хибридни) топовско-ракетни систем који обједињује ракете земља-ваздух, два топа калибра 30 mm, осматрачки и нишански радар као и електрооптички блок за надзор и управљање паљбом. Систем је постављен на камион УРАЛ 5223.4 категорије 10 тона и конфигурације 8x8.
Како је систем израђен у контејнерском облику може се једноставно поставити и на неко друго подвожје, нпр. тело оклопног транспортера или на мање бродове. Док је Тунгуска, која је на подвожју оклопног гусеничара, намењена углавном против-ваздушној одбрани оклопних и оклопно-механизованих јединица, па је због тога смештена на гусеничару велике проходности, основна намена Панцира је заштита важних тачака као што су аеродроми, командна мјеста, комуникацијска средишта итд. Замишљен је за одбрану од авиона, хеликоптера, крстарећих ракета, беспилотних летелица и вођених бомби.
Панцир може деловати и против површинских циљева као што су тенкови, оклопни транспортери, борбена возила пешадије и сл. Систем је осмишљен у Истраживачко пројектном заводу из Туле (Тула КПБ), а производи се у Уљановску. Због своје мешовите ракетно-артиљеријске конфигурације Панцир је делотворнији у односу на своје или само топовске или само ракетне ПВО конкуренте. Произвођач наводи како је због вишеспектралног радарског и оптичког система који ради на дециметарском, центиметарском, милиметарском и инфрацрвеном (топлотном) таласном подручју, Панцир готово потпуно отпоран на ометање.

## Карактеристике
Панцир-С1 садржи систем против електронска дејства те га чини значајно отпорним на ометања, систем за контролу пожара, поседује систем за праћење циља или ракете, као и термални систем за праћење и откривање правца ракете, такође поседује могућност праћења 4 мете или циља одједном, као и аутоматски систем за захват.

### Наоружање
Панцир-С1 је наоружан са комбинацијом топа и ракета.

#### Карактеристике топа
- Два топа калибра 30 mm 2А38М.
- Домет дејства топа износи до 4 km.
- Домет дејства по висини је до 3 km.
- Борбени комплет муниције износи око 1400.

#### Карактеристике ракета
Панцир-С1 може да садржи највише до 12 ракета земља-ваздух.
- Максимални домет по дужини износи 20 km.
- Максимални домет по висини износи до 15 km.

## Борбена употреба

### Сирија
- 22. јун 2012. Сиријска војска је успешно оборила турски извиђачки авион Ф-4Е Фантом близу Латакије, то је званично прво обарање Панцира.[2]
- Март-јул 2017. Панцир-С1 је успео да неутралише и уништи 12 циљева у облику беспилотних летелица попут RQ-21A, Heron, Bayraktar, као и различите врсте ракета и Аеростата.[3]
- Октобар 2017. Панцир-С1 је неутралисао две ракете Град из вишецевног лансера, који су лансирали припадници терористичке ткзв Исламске државе.
- 27. децембар 2017. Панцир-С1 је пресрео две ракете испаљене из места Бидма на насељена места близу аеродрома у Латакији. Обе ракете су успешно неутралисане.
- 5-6. јануар 2018. У ноћи између 5-6. јануара нападнута је авио база Хмејмим, нападнута је са 12 беспилотних летелица, 7 летелица је уништено од стране Панцир-С1, 6 је слетело на одређене координате (авио база Кхмејм (Khmeimim) је под управом Руске Федерације).[4]
- 14. април 2018. У 4 часа ујутру извршен је масовни ракетни напад на Сирију од стране САД, Велике Британије и Француске, лансирано је 103 пројектила и крстарећих ракета на 8 сиријских градове на одређене мете. Према руским званичним изворима лансирано је 25 ракета из система Панцира на шта је уништено 23 надолазеће ракете. САД поричу и тврде да ниједан америчка или савезна (Француска и Уједињено Краљевство) ракета није оборена.[5]
- 10. маја 2018. Уништен је један Панцир-С1 Сиријске војске од стране израелске војске са ракетом Spike NLOS, претпоставља се да је систем био искључен, такође посада је била ван возила, што је резултирало лако уништење овог борбеног система.[6][7]'
- 21. јануара 2019. Израелске ваздушне снаге уништиле су 2 система Панцир у околини Дамаска.[8]

### Украјина и Русија
Оружане снаге Руске Федерације су активно користиле ПВО системе овог типа током инвазије на Украјину.
21. децембра 2022. године објављен је видео снимак рада из унутрашњости кабине ПВО система Панцир-С1, који пресреће ракете GLMRS испаљене из ракетног система HIMARS. Како се наводи, Панцир је погодио 4 пројектила, док су 2 промашила и пала у близини, али нису изазвале оштећења.

ПВО системи Панцир-С1 су у јануару 2023. распоређени на позиције око неколико виталних објеката, попут Кремља, док су дизалицама подигнути на зграду Министарства одбране.
Припадници групе Вагнер су у јуну 2023. користили ПВО системе Панцир у својој побуни и сукобу са Оружаним снагама РФ.
22. марта 2024, руско Министарство одбране је саоштило да су ПВО системи Панцир-С1, из састава групације снага "Дњепар", са 12 испаљених ракета пресрели 12 ваздушних циљева - украјинских пројектила.
Холандски специјализовани сајт Oryx располаже са визуелним потврдама о уништењу 15, оштећењу 3 и заробљавању 2 система овог типа током руске кампање, до почетка јуна 2024.

## Верзије
- Панцир-С - почетни прототип направљен 1994, био је инсталиран на шасији камиона Урал-5323 8x8.
- Панцир-С1 - прва верзија која се највише производила до 2018.
- Панцир-М/ЕМ - намењена ратним бродовима.
- Панцир-С2/С2Е - Модернизована верзија старијих варијанти за потребе војске Русије и у експортне сврхе.
- Панцир-СА - специјална верзија, развијена за подручје Арктика, како би било функционално да издржи изузетно ниске температуре -50° и више.[16]
- Панцир-СМ - далеко побољшана варијанта за разлику од претходних, повећан је домет уочавања са 40 km до 75 km.и домет извршавања захвата са 20 km на 40 km. Систем користи нове ракете са повећаним дометом, такође систем је смештен на нови Камазов 8x8 камион који је оклопљен. Очекује се да ће бити могуће да се старији системи модернизују на овај стандард. Развој ове верзије биће завршен у току 2019.

## Корисници
- Русија -
- Алжир -
- Иран -
- Ирак -
- Уједињени Арапски Емирати -
- Либија -Панцир-С1 у служби Војске Србије. Оман -
- Сирија -
- Вијетнам -
- Србија - 1 батерија + најмање 2 наручене[17]

### Могући корисници
- Екваторијална Гвинеја -

### Пропали преговори
- Бразил -